# 古橋一浩
古橋一浩（日语：／ Furuhashi Kazuhiro，1960年6月9日—），日本男性動畫演出家、動畫導演。出身於靜岡縣濱松市。

## 來歷、人物
古橋一浩原本是動畫師，從《亂馬½》開始轉行演出家。他經常與松本憲生、中敦子、鈴木博文等動畫師合作。另外，由於他從擔任動畫師時起就參與了Studio DEEN的作品製作，因此即使在轉向演出家後也與該公司保持聯繫。
其分鏡相當細密。它的特點是製作逼真，讓人聯想到日本老電影，看起來就像是真人版的場景。他以注重人物情感的細緻繪畫、動態攝影作品以及多層次的動作指導和分鏡而聞名。
即使在複雜的生產系統中仍能保持一定品質水準的能力以及現場領導能力而受到高度評價，在《SPY×FAMILY間諜家家酒》中，他被任命為「一名有能力在保持適當的日程管理的同時繼續繪製分鏡的工作人員」。

## 參加作品

### 電視動畫
1983年
- 奈奈子SOS（日语：ななこSOS）（原畫）

1986年
- 福星小子 (1981年版)（—1986年，作畫監督）
- 相聚一刻（—1988年，原畫）

1988年
- 極速悍將（日语：F (漫画)）（原畫）

1989年
- 亂馬½ (1989年版)（分鏡、演出）
- 亂馬½ 熱鬥篇（—1992年，分鏡、演出）

1990年
- 衝鋒四驅郎（分鏡）

1992年
- 餓狼傳說（分鏡、演出）

1993年
- 餓狼傳說2（導演、演出）

1994年
- 超級麻雀（日语：スーパーヅガン）（ED動畫）

1995年
- 熊之噗太郎（日语：クマのプー太郎）（—1996年，分鏡）

1996年
- 浪客劍心 (1996年版)（—1998年，導演、分鏡、演出）

1998年
- 幸運女神 小不隆咚便利多多（—1999年，分鏡）

1999年
- HUNTER×HUNTER (1999年版)（—2001年，導演、分鏡、演出）

2002年
- 閃靈二人組（—2003年，導演[a]、分鏡）

2004年
- 神槍少女（分鏡）
- 現視研（分鏡）
- 瑪莉亞的凝望（分鏡）
- 瑪莉亞的凝望 ～春～（分鏡、演出）
- 今日大魔王！（原畫）
- 次元艦隊（—2005年，導演、劇本統籌、分鏡、OP演出、ED演出）

2005年
- 光速蒙面俠21（第1期OP原畫）
- 銀牙傳說WEED（分鏡）
- 到另一個你的身邊去（—2006年，分鏡）

2006年
- 小小備長炭（導演、劇本統籌、編劇、分鏡、演出、OP分鏡&演出、ED分鏡&演出）
- 雙面騎士 ～Le Chevalier D'Eon～（—2007年，導演[2]、分鏡、演出）

2007年
- 物怪（分鏡）
- DARKER THAN BLACK -黑之契約者-（第2期OP分鏡）
- 暮蟬悲鳴時解（分鏡）

2008年
- RD 潛腦調查室（導演[3]、分鏡、演出、OP演出）
- 雨夜之月（日语：あまつき）（導演、劇本統籌、編劇、分鏡、原畫）

2009年
- 只想告訴你（分鏡）

2011年
- 只想告訴你 2ND SEASON（分鏡）

2016年
- 機動戰士鋼彈UC RE:0096（導演）

2017年
- 將國戡亂記（導演）

2018年
- 鋼彈創鬥者 潛網大戰（分鏡）

2019年
- 多羅羅 (2019年版)（導演、分鏡、演出）

2022年
- SPY×FAMILY間諜家家酒（—2023年，導演[4]、劇本統籌、分鏡、演出）

2023年
- SPY×FAMILY Season 2（導演[b]、分鏡、演出）
- 愛犬訊號（導演[5]、劇本統籌、分鏡）

### 電影動畫
2011年
- 劇場版 戰國BASARA -The Last Party-（分鏡）

2017年
- 窈窕淑女 前篇 ～紅緒、花樣的17歲～（導演、編劇）

2023年
- 劇場版 SPY×FAMILY CODE：White（動畫顧問、分鏡、演出）

### OVA
1989年
- 超人洛克 Lord Leon（日语：超人ロック）（分鏡）

1990年
- 信箱中的明天（日语：ポストの中の明日）（分鏡）
- 亂馬½ 熱鬥歌合戰（導演）

1991年
- 風暴戰士ORGUN（故事分鏡）

1992年
- 紅色疾風（日语：紅いハヤテ）（分鏡）

1994年
- 逮捕令（—1995年，導演、分鏡、演出）

1999年
- 浪客劍心 追憶篇（導演、分鏡、演出）

2000年
- 靈能偵探美子事件簿（導演、分鏡）

2001年
- 浪客劍心 星霜篇（—2002年，導演、分鏡、演出）

2010年
- 機動戰士鋼彈UC（—2014年，導演、分鏡、演出）

2011年
- 浪客劍心 新京都篇（導演、分鏡）[c]

### 網路動畫
2015年
- 日本動畫人展覽會 『偶像戰場』（動畫導演[6]）

### 遊戲
2004年
- 重生傳奇（動畫導演、分鏡、演出、原畫）

2005年
- 深淵傳奇（動畫導演、分鏡、演出、OP原畫）

2008年
- 星海遊俠2 二次進化（OP分鏡）

※在導演工作中，他也參與每個系列的分鏡和演出。

## 腳註

## 相關項目
- 日本動畫師列表（日语：アニメ関係者一覧）
- 中嶋敦子